# Time to Turn
Time To Turn è un album discografico  del gruppo tedesco Eloy, pubblicato nel 1981 dall'etichetta discografica EMI Electrola.

## Tracce
1. Through a Somber Galaxy – 6:00
2. Behind the Walls of Imagination – 6:25
3. Time to Turn – 4:23
4. Magic Mirrors – 5:25
5. End of an Odyssey – 9:25
6. The Flash – 4:17
7. Say, Is it Really True – 4:45

## Formazione
- Frank Bornemann — voce, chitarra
- Hannes Arkona — tastiera
- Hannes Folberth — tastiera
- Klaus-Peter Matziol — basso
- Jim McGillivray — batteria